# 競爭式協定
競爭式協定（contention-based protocol, CBP）是一種通訊協定，讓許多人可以使用無線通訊裝置接取同一個無線電頻道，而無需事先協調。IEEE 802.11的「先聽後說」（listen before talk）作業程序是最為人所知的一種競爭式協定。
美國聯邦通信委員會在聯邦規則彙編第47篇第90.7條中，將「競爭式協定」定義為：
「透過定義二個以上發送器同時試圖接取同一頻道所會發生之事件，以及建立發送器能提供其他發送器合理運作之機會的機制，讓多人可共享同一頻譜的一種協定。此一協定包括開始一個新的傳輸、確認頻道的狀態（可用或不可用）及在頻道忙碌時管控重新傳輸等程序。」
在美國，上述定義亦作為 3650-3700 MHz 頻段之行動寬頻服務的規則之一。